# Гаубстадт (Індіана)
Гаубстадт (англ. Haubstadt) — місто (англ. town) в США, в окрузі Ґібсон штату Індіана. Населення — 1638 осіб (2020).

## Географія
Гаубстадт розташований за координатами 38°12′11″ пн. ш. 87°34′32″ зх. д. / 38.20306° пн. ш. 87.57556° зх. д. (38.203172, -87.575694).  За даними Бюро перепису населення США в 2010 році місто мало площу 1,84 км², з яких 1,82 км² — суходіл та 0,02 км² — водойми.

## Демографія
Згідно з переписом 2010 року, у місті мешкало 1577 осіб у 667 домогосподарствах у складі 431 родини. Густота населення становила 856 осіб/км².  Було 701 помешкання (381/км²).
Расовий склад населення:
| - 98,2 % — білих - 0,6 % — чорних або афроамериканців - 0,2 % — корінних американців - 0,2 % — азіатів |

До двох чи більше рас належало 0,6 %. Частка іспаномовних становила 0,6 % від усіх жителів.
За віковим діапазоном населення розподілялося таким чином: 23,0 % — особи молодші 18 років, 60,3 % — особи у віці 18—64 років, 16,7 % — особи у віці 65 років та старші. Медіана віку мешканця становила 41,1 року. На 100 осіб жіночої статі у місті припадало 101,4 чоловіків;  на 100 жінок у віці від 18 років та старших — 101,5 чоловіків також старших 18 років.
Середній дохід на одне домашнє господарство  становив 69 116 доларів США (медіана — 62 000), а середній дохід на одну сім'ю — 83 208 доларів (медіана — 78 229). Медіана доходів становила 52 759 доларів для чоловіків та 40 795 доларів для жінок. За межею бідності перебувало 7,3 % осіб, у тому числі 10,1 % дітей у віці до 18 років та 4,1 % осіб у віці 65 років та старших.
Цивільне працевлаштоване населення становило 844 особи. Основні галузі зайнятості: виробництво — 20,3 %, освіта, охорона здоров'я та соціальна допомога — 19,1 %, транспорт — 8,9 %, роздрібна торгівля — 8,4 %.